# Norberto de Castro
Fernando Norberto de Castro, também conhecido pelo pseudónimo António N'vembo (Calumbo, 1938 - 25 de Março de 2004), foi um jornalista, escritor, dirigente esportivo e político angolano.
Era casado com Catarina Martins de Castro. Teve quatro filhos (Norberto Emanuel, Ana Paula Gisela, Firmino José e Sónia Eduarda) e sete netos (Filipa Vanessa, Mónica Sofia, Nuno Miguel, Hugo, Elizandra Gisela, Ana Marta e Emanuel Rui).[carece de fontes?]

## Biografia
Nasceu no Calumbo, município de Viana, na província de Luanda, em 1938.
Na profissão de jornalista, actuou como locutor, produtor radiofónico e redactor de vários jornais, entre os quais: Prisma, Brado Africano, ABC-Diário de Angola, O Comércio e Anangola. Actuou também em Portugal como chefe de redacção do O País e do Jornal da Amadora. Durante a era colonial, destacou-se por suas reportagens no "Ecos do Musseque".
Militou politicamente pela União Nacional para a Independência Total de Angola (UNITA) entre 1975 e 1992, tendo sido deputado pelo partido na Assembleia Nacional. Rompeu com Jonas Savimbi integrando o grupo UNITA Renovada. Em seguida, aproximou-se politicamente do Movimento Popular de Libertação de Angola (MPLA), mas nunca celebrou filiação ao partido.
Em 1996, foi premiado com o 1.º Prémio Rosa de Ouro da Câmara Municipal de Luanda por seu livro "O Ano de Kassanje".
Como dirigente esportivo, Norberto de Castro ocupou o cargo de presidente da Federação Angolana de Patinagem e, em seus últimos anos de vida, foi director do Gabinete de Comunicação e Marketing da empresa Sonangol.
Norberto de Castro faleceu de paragem cardíaca em 2004.[carece de fontes?]